# Sułów Mały
Sułów Mały (niem. Klein Saul) – wieś w Polsce położona w województwie wielkopolskim, w powiecie rawickim, w gminie Bojanowo.
Wieś śląska. W latach 1973–1976 w gminie Czernina. W latach 1975–1998 miejscowość administracyjnie należała do województwa leszczyńskiego.